# فردی بارتالومیو
فردی بارتولما (انگلیسی: Freddie Bartholomew؛ ۲۸ مارس ۱۹۲۴ – ۲۳ ژانویهٔ ۱۹۹۲) یک هنرپیشه اهل ایرلند بود.
از فیلم‌ها یا برنامه‌های تلویزیونی که وی در آن نقش داشته است می‌توان به آنا کارنینا، دیوید کاپرفیلد اشاره کرد.